# Spex
Spex est un magazine allemand de musique situé à Berlin. En plus de l'actualité musicale, il y est aussi question de littérature, de cinéma et de mode et de sujets de société contemporains. Depuis janvier 2008, chaque numéro contient un CD de musique.

## Histoire

### La création
Le magazine Spex voit le jour en 1980 à Cologne quand un petit groupe d'auteurs décident de fonder leur propre journal de musique: il s'agit de Gerald Hündgen, Clara Drechsler, Dirk Scheuring, Wilfried Rütten et Peter Bömmels. Ils envisagent d'abord de baptiser le nouveau-né 555, mais optent finalement pour Spex, qui désigne en argot anglais des lunettes. Le nom rappelle le groupe de punk alors très en vogue X-Ray Spex. Spex est imprimé par un grossiste puis distribué chez les disquaires indépendants et dans les gares. Les articles ne sont pas encore très soignés, il s'agit avant tout de présenter de nouveaux groupes. Seulement quatre productions verront le jour la première année.  
Très vite, Spex évolue : en 1981, le journal s'est transformé en mensuel, et en 1983, son principal rival Sounds met la clef sous la porte. Sounds traitait en particulier d'artistes et de tendances musicales modernes, comme le punk, la new wave et la Neue Deutsche Welle (Nouvelle Vague allemande). La plupart des rédacteurs de Sounds migrent alors vers Spex, dont Diedrich Diederichsen (futur rédacteur en chef) ou Olaf Dante Marx. Les articles de Spex prennent une nouvelle tournure, plus théorique et plus littéraire.

### L'heure de gloire
1983 marque le début de la renommée pour Spex. Grâce à la qualité de sa rédaction, le journal devient capable de concurrencer des références anglo-saxonnes comme le NME ou The Face. La force du magazine est de se concentrer sur la musique pop dans un contexte de pop culture et d'aborder en même temps des sujets politiques ; le tout rehaussé d'une bonne dose d'humour et d'ironie. 
Certains auteurs se font connaître et affirment leur style dans le magazine. Parmi eux, Diedrich Diederichsen, Rainald Goetz, Clara Drechsler dont les articles raffinés lui valent d'être comparée à la grande théoricienne anglaise de la pop Julie Burchill.
Spex lance des auteurs, mais aussi des modes. C'est un des premiers journaux à mettre le nom de Madonna en Une (11/83). Il aborde des sujets de société modernes comme les grèves ouvrières en Angleterre, et d'autres encore peu débattus comme le girlism avec Kim Gordon en couverture (07/90)…
Spex, du fait de sa grande liberté, a tendance à traiter essentiellement les sujets qui l'intéressent et à en ignorer d'autres pourtant importants. Ou à rejeter de bons artistes par principe. The Smiths par exemple ne trouvent grâce aux yeux de Spex tandis que die Toten Hosen sont inconditionnellement encensés.
Par ailleurs, Diedrich Diederichsen, rédacteur en chef entre 1985 et 1991 a tendance à privilégier les groupes de punk hardcore américains (principalement issus du label SST) parfois au détriment d'autres genres de musique pop comme la house ou le hip-hop.
À la fin de l'année 1999, après dix-neuf années d'existence, Spex doit déposer le bilan et est racheté par Piranha Media. Cet évènement bouleverse toute la structure du journal. C'est la fin de l'autoédition et une grande partie des salariés quittent le journal. On accuse beaucoup Spex de perdre son indépendance et d'être à la botte de l'industrie musicale.

### Le déménagement
En 2006, Piranha annonce le déménagement de la rédaction de Cologne vers Berlin. L'éditeur Alex Lacher le juge nécessaire pour des raisons pratiques (être plus près de l’industrie musicale à Berlin) et des raisons financières : les pertes occasionnées par l'interdiction de la publicité pour le tabac dans la presse écrite (arrêt du Bundestag du 9 novembre 2006) les oblige à fermer une de leurs trois rédactions (Berlin, Cologne, Munich). Cette décision a parfois été jugée comme un prétexte pris par Piranha pour se débarrasser de la rédaction de Cologne. 
Le déménagement dont il était question depuis l'été 2006 a lieu finalement en décembre ; la rédaction résistante de Cologne est congédiée après la parution du numéro de janvier 2007. Max Dax est alors nommé rédacteur en chef et Spex est transplanté dans les locaux de Kreuzberg (Berlin) où se trouve déjà un autre magazine de Piranha Media, Groove, consacré à la musique électronique.

### Le nouveauSpex
En mars 2007, Spex devient berlinois et bimestriel. Ce choix est motivé par la volonté de transformer en profondeur le contenu du journal, de se détacher de l'actualité pour analyser des courants musicaux et artistiques plus vastes. Le magazine ne veut plus seulement faire le listage des nouveautés musicales mensuelles, mais aussi porter un regard critique sur les évolutions de la société moderne. Le nombre de pages augmente, les articles deviennent plus longs, les chroniques d'albums moins nombreuses mais plus détaillées. Spex s'intéresse désormais aux conditions de production de l'Art, comme en témoignent ses dossiers spéciaux sur la mondialisation, l'évolution vers le numérique, la dépolitisation et les difficultés de l'industrie musicale. 
Les raisons de ces changements éditoriaux sont multiples. Il y a d'abord la dégradation qualitative des articles : les dernières années, les lecteurs avaient souvent reproché au Spex de Cologne d'avoir perdu son humour et sa verve légendaire, et de compiler indifféremment les sorties d'albums chaque mois. En somme, de ne plus se distinguer des autres nombreux mensuels consacrés à la musique pop/rock (comme Intro, Uncle Sally, ou Musikexpress). Par ailleurs, la mauvaise santé de l'industrie musicale, la baisse de l'investissement publicitaire des labels a également pu décider Spex à réorienter sa ligne éditoriale et à diversifier les sujets abordés.
Aujourd'hui, le Spex berlinois a trouvé un rythme de croisière et semble avoir fait ses preuves. Le magazine a reçu des critiques positives de la part de ses confrères et se porte bien : diffusé à 18 400 exemplaires début 2007, il est passé à 21 349 exemplaires un an plus tard, soit une augmentation de 14 % (source : (IVW)).